# Панова, Софья Григорьевна
Софья Григорьевна Панова (в девичестве Строгонова, 1911, село Хлыново Бронницкого уезда Московской губернии, ныне деревня, Раменский район, Московская область — 1989) — советская оперная певица, лирико-драматическое сопрано. Заслуженная артистка РСФСР (1947).

## Биография
Вокальное образование получила в музыкальном техникуме им. В. В. Стасова. В 1934 году по конкурсу зачислена в труппу Большого театра. С 1940 по 1957 годы — солистка Большого театра. Исполняла партии Гориславы в «Руслане и Людмиле», Тоски в одноимённой опере, Марии в «Мазепе», Тамары в «Демоне», Маши в «Дубровском», Оксаны в «Черевичках», Лизы в «Пиковой даме», Купавы в «Снегурочке», Ярославны в «Князе Игоре», Аиды в одноимённой опере. В 1947 году удостоена звания Заслуженной артистки РСФСР. Награждена орденом «Знак Почёта» (1951).
Похоронена на Хованском кладбище.